# Diplura mapinguari
Espèce
Diplura mapinguari est une espèce d'araignées mygalomorphes de la famille des Dipluridae.

## Distribution
Cette espèce est endémique du Rondônia au Brésil,.

## Description
Le mâle holotype mesure 18,2 mm et la femelle paratype 28,1 mm.

## Étymologie
Cette espèce est nommée en référence au Mapinguari.

## Publication originale
- Pedroso, Giupponi & Baptista, 2018 : Comments on the genus Diplura C. L. Koch, 1850, with description of two new species (Araneae: Mygalomorphae: Dipluridae). ZooKeys, no 771, p. 57-71 (texte intégral).